# Делорм, Пьер-Клод-Франсуа
Пьер-Клод-Франсуа Делорм (фр. Pierre Claude François Delorme; * 28 июля 1783 г. Париж; † 8 ноября 1859 г. Париж) — французский художник исторического жанра, представитель классицизма в искусстве.

## Жизнь и творчество
Пьер-Клод-Франсуа Делорм в живописи был учеником Анн-Луи Жироде-Триозона. Также учился рисунку в Риме, где образцами для него служили работы Рафаэля и Микеланджело. Впервые участвовал в выставках живописи в Парижском салоне в 1819 году, где представил свою картину «Смерть Авеля» (ныне находится в художественной галерее Монпелье). Выставлялся в Парижских салонах вплоть до 1851 года, как правило с полотнами исторического, мифологического либо религиозного содержания.
Известность художнику принесли его монументальные работы, настенные фресковые росписи в парижских церквях. Его красочные росписи можно увидеть в церквях Сен-Жерве, Сент-Эсташ, в соборе Нотр-Дам-де-Лорет (также в Париже) и в капелле Эперно.
Был автором многочисленных портретов, заказы на которые поступали от представителей парижской аристократии и буржуазии. Картины Пьера Делорма использовал как образец для своих графических работ другой ученик Анн-Луи Жироде, график и гравёр по меди Жан-Николя Ложе (1785—1875).

## Избранные полотна
- Смерть Авеля, 1819, музей Монпелье
- Смерть Леандра (также выполнена по этой картине гравюра Ложе)
- Геро и Леандр, 1814, художественная галерея Бреста (Бретань)
- Пробуждение дочери Таири,
- Цефал и Аврора, 1851, городской музей, Сенс
- Персей и Андромеда, художественная галерея, Ренн.

## Галерея

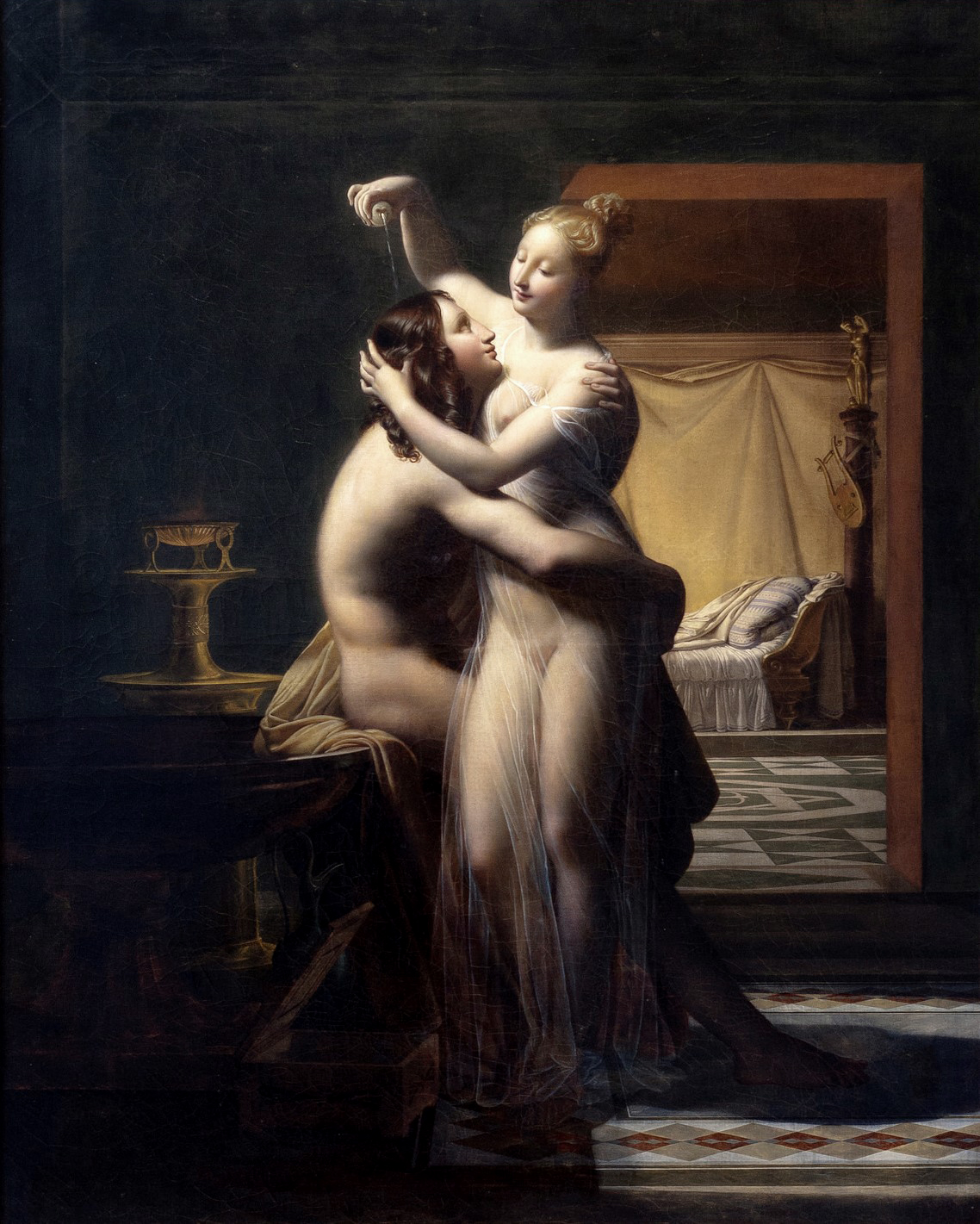
Геро и Леандр
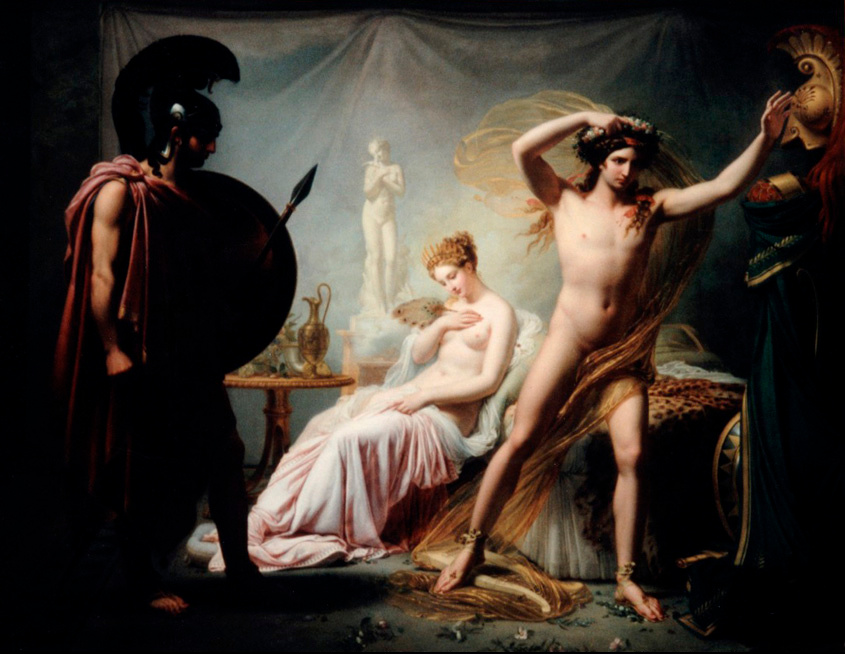
Гектор уходит на поединок с Парисом
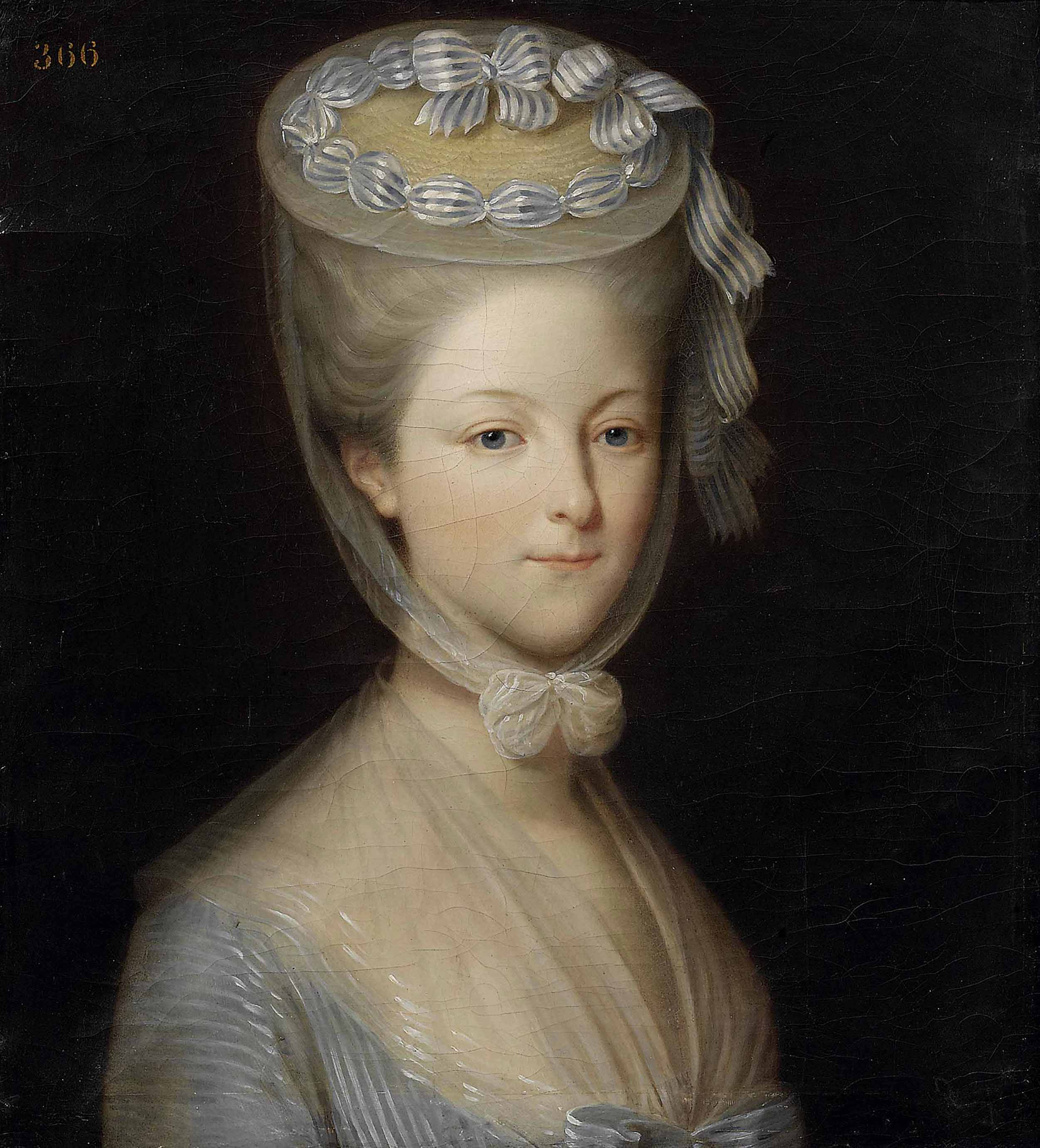
Портрет Мари-Терезы де Савойе-Кариньян, принцессы де Ламбаль
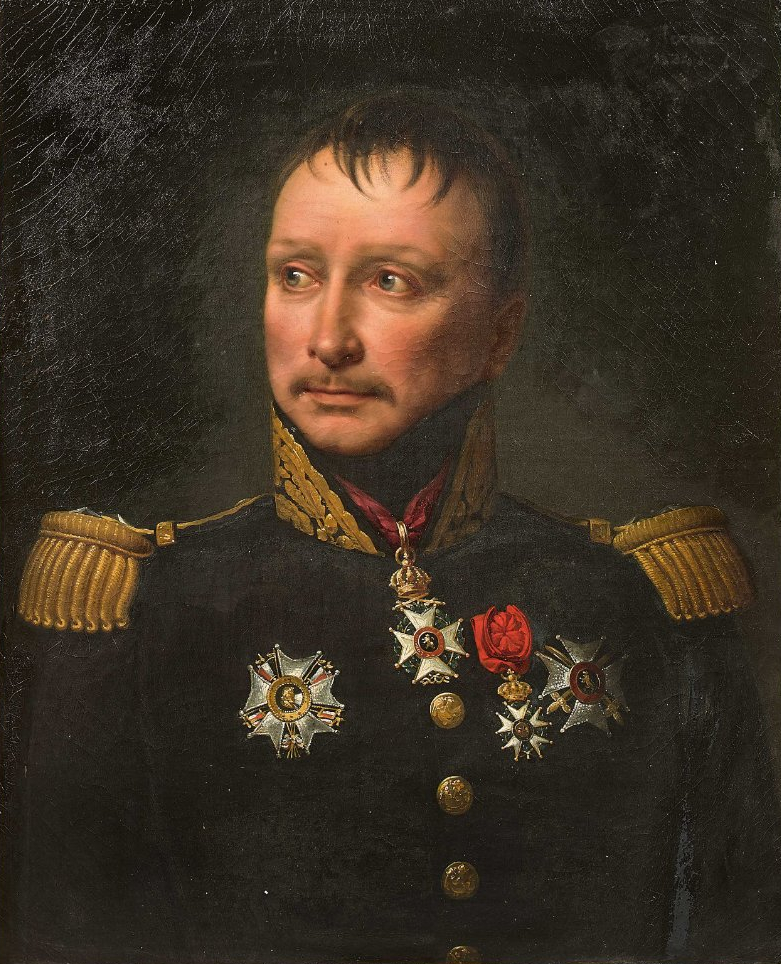
Портрет Альфонса-Луи-Жентиль де Сен-Альфонса
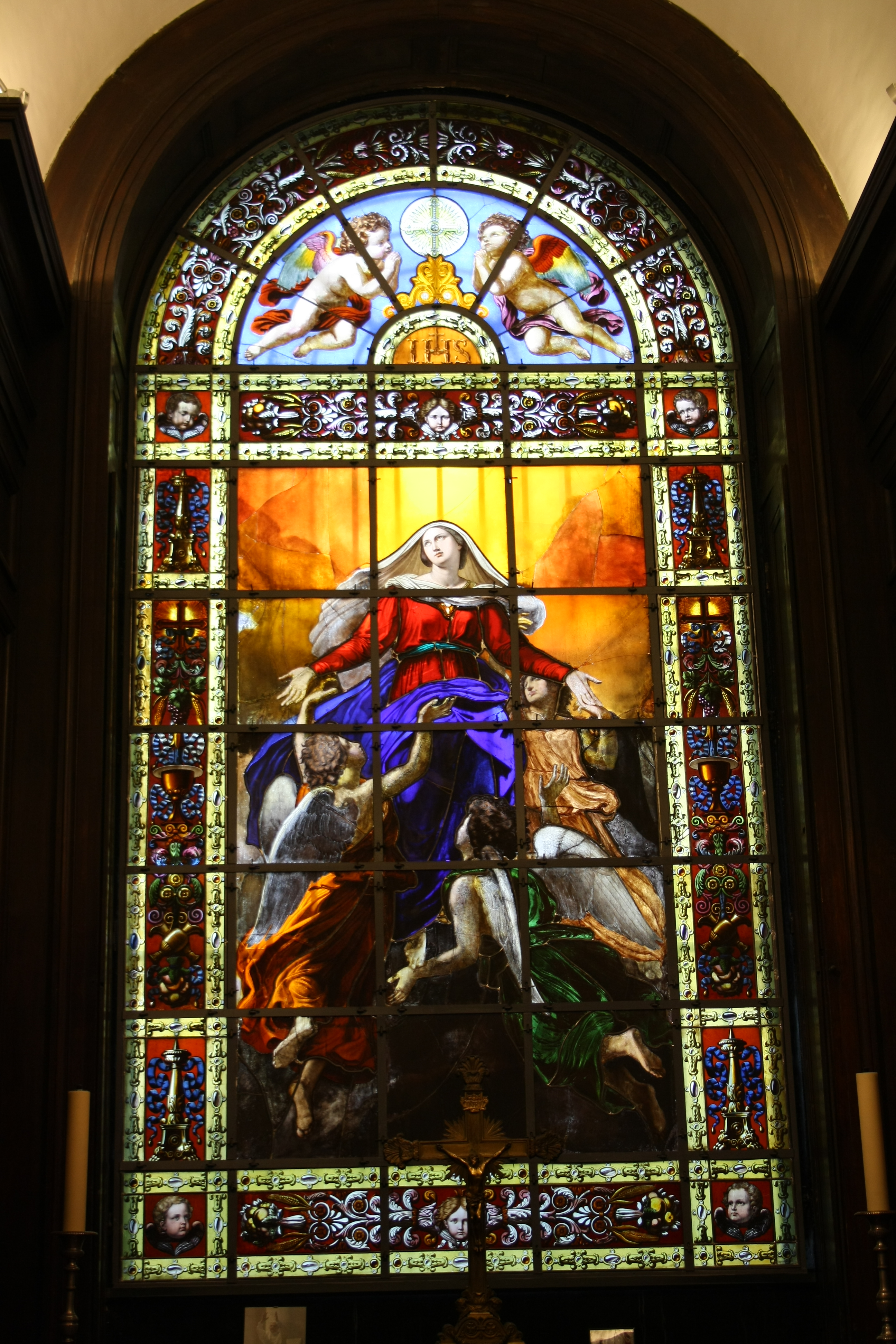
Роспись собора Нотр-Дам-де-Лорет